# 堆積段丘
堆積段丘（たいせきだんきゅう）とは、河岸段丘を形成原因ごとに分類した場合のひとつの地形であり、土砂等が堆積し、隆起することによって形成される段丘である。
河川の下中流域に発達する。

## 形成原因
堆積段丘は、水流による浸食を原因として形成される侵食段丘とは異なり、山地などからの土砂の供給によって形成される。
土砂が供給され、隆起するまでの過程はその地域によって様々であり、研究者によって複数の説がとなえられている地域もある。
その例として、
1. 「氷期の寒冷な気候下における活発な周氷河作用による岩屑生産量の増加によるもの。」
2. 「地震、豪雨等によって山体の崩壊が起こり、その土石流が堆積したことによるもの。」
3. 「晩氷期から完新世への移行期において生じた、永久凍土の融解による斜面の崩壊によるもの」
などがあり、他にも多数の説が存在する。
1 , 3は、氷河地形における氷河の変動を原因としており、永久凍土が存在していた地域に堆積段丘が多く分布している傾向にある。したがって、堆積段丘の研究は氷河地形の変動があった地域を対象にされていることが多く、地表温度の観測、過去の気候変化の調査等によってその形成原因を究明している。